# اسنترتون
اسنترتون (به انگلیسی: Snetterton) یک روستا و محله مدنی در بریتانیا است که در Breckland District واقع شده‌است. اسنترتون ۲۸٫۰۳ کیلومتر مربع مساحت و ۲۰۱ نفر جمعیت دارد.